# Саръколски език
Саръколският език е ирански език, говорен от около 20 000 души в Китай.